# 盧霍韋 (切爾尼希夫區)
51°41′16″N 31°46′35″E / 51.68778°N 31.77639°E
盧霍韋（烏克蘭語：Лугове），是烏克蘭北部切爾尼希夫州切爾尼希夫區贝雷兹纳市镇的村庄。始建於1924年，面積0.68平方公里，海拔高度114米，2001年人口147，人口密度每平方公里216.2人。